# Nyhammar
Nyhammar is een plaats in de gemeente Ludvika in het landschap Dalarna en de provincie Dalarnas län in Zweden. De plaats heeft 686 inwoners (2005) en een oppervlakte van 178 hectare.

## Verkeer en vervoer
Bij de plaats loopt de Riksväg 66.